# Ban Chao
En aquest nom xinès, el cognom és Ban.

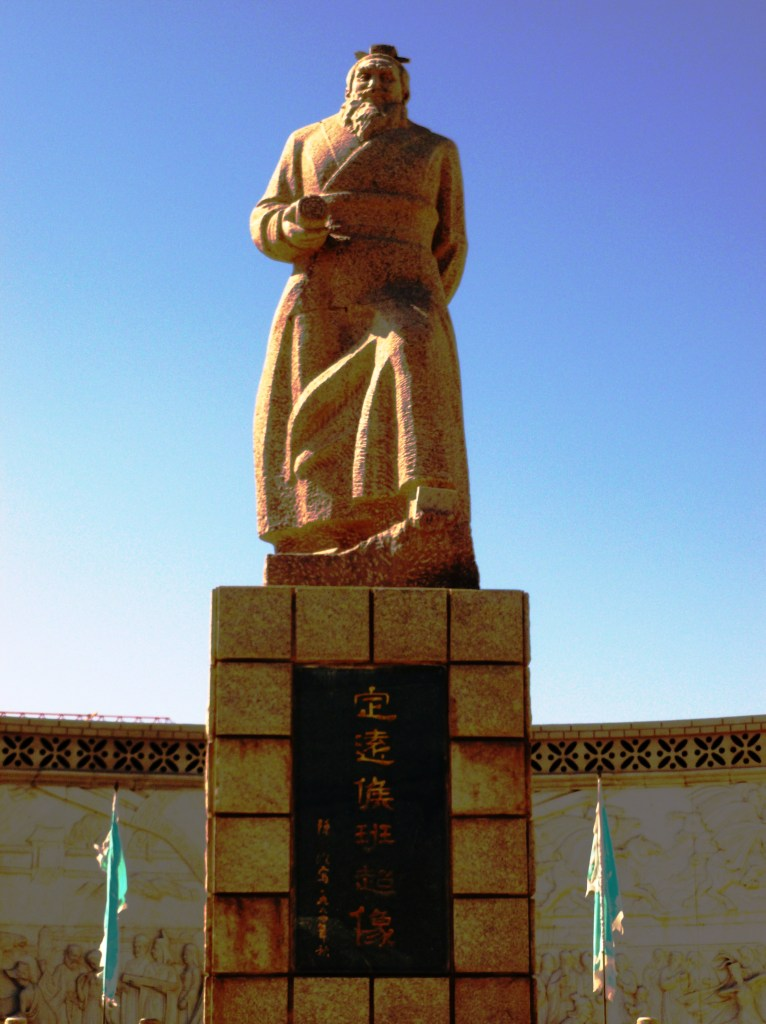
Estàtua moderna commemorant Ban Chao a Kaixgar

Ban Chao (en xinès: 班超; romanització Wade-Giles: Pan Ch'ao) (Xianyang (Shaanxi) 32-102) fou un general xinès encarregat de l'administració de les «regions de l'oest» (Àsia central) durant la dinastia Han de l'est. Va repel·lir els Xiongnu i va assegurar el control xinès de la regió de la conca del Tarim. Va traslladar una expedició fins a Parthia i fins a la mar Càspia. Va combatre durant 31 anys. Era fill de Ban Biao i germà dels historiadors Ban Gu i Ban Zhao.
Els emperadors xinesos van dirigir la seva atenció a l'Àsia central entre el 58 i el 105. El 73 el general Keng Ping "el comandant del cavalls ràpids" i el general Teou Ku van dirigir una expedició contra els xiongnu del nord, que van fugir davant els xinesos. El general de cavalleria Ban Chao, lloctinent de Teou Ku, es va dirigir contra l'horda hou-yen que vivia a la regió del llac Barkul, i la va derrotar. El 74 Keng Ping i Teou Ku van atacar Turfan i territoris al nord (Kiu-txe), on el rei del país, Ngan-to, es va rendir; el seu fill es va sotmetre igualment i es van establir dos guarnicions xineses, una sota el comandament de Keng Kong (cosí de Keng Ping) al Kiu-txe posterior, i un altre al mateix Turfan. Ban Chao fou enviat al regne de Txan–txan, al sud-oest del Lob Nor, el rei del qual era aliat dels xiongnu. Va ocupar el país i el rei es va sotmetre. Kuang-tu de Khotan es va sotmetre i amb això va quedar dominada també la Kashgària on els xinesos van restablir a un antic rei de nom xinès Txong.
El 75 es va produir una revolta general contra els xinesos (poc abans de la mort de l'emperador que va morir aquell mateix any). Els xiongnu li van donar suport. El rei de Qarashahr va massacrar al governador o protector general el xinès Txen Mou. Kudjha i Aksu van assetjar Ban Chao al Kaixgar; el xinès va resistir durant un any. En aquest temps els xiongnu van envair el regne del Kiu Txe posterior (Ku Txeng) i van matar el rei vassall xinès, Ngan-to, assetjant al general xinès Keng Kong a una fortalesa; el general va resistir fins que se li va acabar el menjar. Finalment el nou emperador va ordenar tant a Ban Chao com a Keng Kong d'evacuar el Tarim.
Ban Chao va intuir que si deixava el país en mans dels xiongnu era la mateixa Xina la que estava en perill i quan va arribar a Khotan (en retirada) va retornar a Kaixgar que havia caigut en mans de Kudjha (aliat dels xiongnu). Els caps locals foren executats i el domini xinès restaurat. El 78, amb soldats reclutats a Khotan, Sogdiana i Kaixgar, es va apoderar d'Aksu i de Utx Turfan. Mentre les forces xineses imperials de Kansu havien reconquerit el regne de Kiu Txe (Turfan).
Ban Chao va escriure a l'emperador per justificar la seva acció. En les cartes parla de la importància d'ocupar els 36 regnes de l'Àsia central per tallar el camí dels xiongnu. Al 83 va aliar-se amb els wu-suen de l'Ili. Va sufocar revoltes a Kaixgar (als anys 80 i 84-87) i a Yarkand (el 84-88). La revolta del 84 la va encapçalar el seu protegit, el rei Txong de Kaixgar, aliat al rei de Yarkand, als sogdians i als yuehzhi o indoescites. El 87 Pan Taxo va reconquerir Kaixgar i el rei es va sotmetre però el general el va executar. L'any següent es va presentar a Yarkand que havia rebut ajut de Kudjha i havia reunit 50000 homes contra molts menys el xinès, però el general va obtenir la victòria.
Restaven rebels els reis de Kudjha i de Qarashahr, que es van aliar als indoescites que llavors estaven governats per Kadfises II, i estava enemistat amb Xina perquè no havia pogut obtenir la mà d'una princesa xinesa. Kadfises va enviar un exèrcit cap al nord-est del Pamir, però Ban Chao els va tallar els subministraments i els va obligar a retirar-se. Els kusana o kushana van canviar en la seva política i van tornar a la seva tradicional amistat amb Xina (90). Per al mateix temps els generals Teou Hien i Keng Piu (89-90) van derrotar els xiongnu al nord de Mongòlia i els dos reis del Kiu Txe (el rei de Ku Txeng i el de Turfan) van confirmar la seva fidelitat a la Xina. Una altra gran victòria fou obtinguda pels xinesos dirigits pel general Keng Kuei a la vora de l'Orkhon, en la qual la mare del chan-yu i nombrosos prínceps foren fets presoners, i va nomenar un nou chan-yu, Yu Txou kien, el germà del derrotat. Privats d'ajut els reis de Kudjha, Aksu i Utx Turfan es van sotmetre a Ban Chao (91) que va rebre de l'emperador el títol de "Protector general" equivalent a virrei de l'Àsia central i va establir residència a To Kien (prop de Kudjha), mentre un altre general es va establir a Kaixgar. Només Qarashahr restava revoltada.
El nou chan-yu establert per Ban Chao es va revoltar al cap de tres anys (93) i els xinesos van mobilitzar contra ell als sien-pei, horda dels límits de la moderna Manxúria, que els van derrotar completament. El 94 Ban Chao amb auxiliars de Kudjha i de Lob Nor va marxar contra Qarashahr. El defensors d'aquesta van tallar els ponts però fou inútil i la ciutat conquerida i el rei executat i la ciutat donada als soldats pel saqueig
El 97 Ban Chao va enviar al seu lloctinent Kan Ying cap al Ta-tsin (Imperi Romà) a través del Ngan-si (Imperi Part), però l'ambaixador no va passar més enllà dels dominis parts.
Ban Chao es va jubilar el 102 i va tornar a la Xina on va morir el mateix any.

## Una família d'historiadors
Ban Chao pertanyia a una família d'historiadors. El seu pare havia estat Ban Biao (3-54 EC) era qui havia començat a escriure la Història de la Dinastia Han Occidental (Hanshu; El Llibre de Han) en el 36, llibre que va ser completat pel seu fill Ban Gu (32-92) ai la seva filla Ban Zhao (els germans de Ban Chao). Ban Chao va ser probablement la font clau per la informació cultural i socioeconòmica sobre les Regions Occidentals que figuren en el Hanshu.
El fill més jove de Ban Chao, Ban Yong (班勇 Bān Yŏng), va participar en campanyes militars amb el seu pare i va continuar tenint un rol militar central en la Conca Tarim en la dècada del 120.

### Família de Ban Chao
- Ban Biao (班彪; 3-54; pare)
  - Ban Gu (班固; 32-92; primer fill)
  - Ban Chao (班超; 32-102; segon fill)
    - Ban Xiong (班雄; ?-després del 107; fill major de Ban Chao)
    - Ban Shi (班始; ?-130; segon fill de Ban Chao)
    - Ban Yong (班勇; ?-després del 127; fill més jove de Ban Chao)

  - Ban Zhao (班昭; 45-116; filla)

## Anotacions
1. ↑  Hill (2009), p. xv.